# Il manoscritto di Brodie
Il manoscritto di Brodie è una raccolta di 11 racconti di Jorge Luis Borges pubblicata nel 1970. 

## Trama
L'intrusa

La storia racconta di Cristiań e Eduardo Nilsen due fratelli molto uniti, la cui amicizia viene messa in pericolo quando il più anziano, Cristiań, porta a casa e comincia a convivere con la sua ragazza, Juliana Burgos. La ragazza viene trattata come una serva, ma presto Eduardo comincia a innamorarsi di lei e diviene geloso di suo fratello. Un giorno Cristian offre a Eduardo di "condividere" la "serva", ma dopo che un amico li ebbe presi in giro, Cristiań e Eduardo, dopo una breve discussione, decidono di vendere Juliana a un bordello. Poiché entrambi sono innamorati di Juliana, segretamente tutti e due si recano a trovarla, e, infine, decidono di riprenderla con loro. Tuttavia il loro rapporto come fratelli ricomincia a deteriorarsi, quindi Cristiań decide di assassinare Juliana, così un altro vincolo li univa: la donna tristemente sacrificata e l'obbligo di dimenticarla.
L'indegno

Racconta la storia di Santiago Fischbein, un uomo ebreo che, in gioventù, aveva coltivato qualcosa di simile ad una amicizia con uno dei più temuti e rispettati tra i giovani delle bande di quartiere: Ferrari Francisco. Un giorno, Ferrari e Don Eliseo Amaro, il suo principale alleato, progettano una rapina ad una fabbrica tessile e a Santiago viene chiesto di andare a vedere la fabbrica per controllare il suo accesso. Pochi giorni dopo Santiago, decide di andare dalla polizia per denunciare il piano che la banda aveva programmato di fare. La notte della rapina, le guardie entrare nell'edificio dopo i banditi, e Santiago sente quattro scariche di pistola, poco dopo, la polizia trascina via dalla fabbrica morti, Amaro e Ferrari, discolpandosi con la scusa che erano stati i furfanti i primi a sparare. Santiago, da suo conto, dice che era una bugia perché essi non avevano le pistole, e spiega che lui era stato imprigionato e rilasciato dopo poco tempo
Storia di Rosendo Juárez

Borges racconta la storia di Rosendo Juarez, un giovane gaucho del quartiere di Maldonado, che aveva assassinato un uomo soprannominato Garmendia in una lotta con i coltelli. Dopo aver trascorso del tempo in prigione, Juárez viene rilasciato perché incomincia a lavorare come guardia del corpo per un politico. Un giorno, poco dopo essere arrivato a un ballo, un gaucho soprannominato "il Corralero", che la sera stessa verrà in seguito ritrovato morto, incomincia a provocarlo. Juárez, vedendosi riflesso in Corralejo si vergogna, si alza dal suo posto e se ne va, sembrando a tutti un codardo che non vuole combattere.
L'incontro

Juan Muraña

La vecchia signora

Il duello

L'altro duello

Guayaquil

Il Vangelo secondo Marco

Il manoscritto di Brodie

## Edizioni italiane
- Il manoscritto di Brodie, traduzione di Livio Bacchi Wilcock, Collezione La Scala, Milano, Rizzoli, ottobre 1971. - Collana La piccola Scala, Milano, Rizzoli, febbraio 1984, ISBN 88-17-67180-0.
- Il manoscritto di Brodie, traduzione di Lucia Lorenzini, a cura di Antonio Melis, Collana Biblioteca n.374, Milano, Adelphi, 1999, ISBN 978-88-459-1449-2. - La Biblioteca di Repubblica n.55, Roma, L'Espresso, 2002, ISBN 84-96075-85-0.

## Collegamenti
- (EN) Edizioni di Il manoscritto di Brodie, su Internet Speculative Fiction Database, Al von Ruff.